# Shark!
Shark! is een Amerikaans-Mexicaanse actiefilm uit 1969 onder regie van Samuel Fuller. De film is gebaseerd op de roman His Bones Are Coral (1955) van de Britse auteur Victor Canning.

## Verhaal
Caine is een wapensmokkelaar die terechtkomt in een Soedanees havenstadje aan de Rode Zee. Hij leert er Anna en professor Mallare kennen, die hem voorstellen om mee te gaan op wetenschappelijke expeditie. Ze zullen samen duiken in een gedeelte van de zee, waar het wemelt van de haaien. Caine ontdekt spoedig dat het stel eigenlijk op zoek is naar een gezonken schat.

## Rolverdeling
| Acteur         | Personage         |
| -------------- | ----------------- |
| Burt Reynolds  | Caine             |
| Silvia Pinal   | Anna              |
| Barry Sullivan | Professor Mallare |
| Arthur Kennedy | Doc               |
| Enrique Lucero | Barok             |